# Erika Jensen-Jarolim
Erika Jensen-Jarolim (* 1960 in Wien) ist eine österreichische Ärztin und Forscherin im Bereich Immunologie und Allergologie. Sie war ehemals Leiterin des Instituts für Pathophysiologie und Allergieforschung an der Medizinischen Universität Wien und hält seit 2011 die gemeinsame Professur für Vergleichende Medizin an der Medizinischen Universität und der Veterinärmedizinischen Universität Wien, Teil des interuniversitären Messerli-Forschungsinstituts.

## Ausbildung und Karriere
Jensen-Jarolim erwarb ihren Abschluss in Humanmedizin 1985 an der Universität Wien und spezialisierte sich seitdem auf Allergologie und Immunologie. Nach ihrer Habilitation gründete sie 1999 eine unabhängige Forschungsgruppe, schloss ihre Facharztausbildung in Immunologie im Jahr 2000 ab und wurde 2007 zur Professorin für Pathophysiologie ernannt. Von 2004 bis 2008 war sie Vorstandsmitglied der Österreichischen Gesellschaft für Allergologie und Immunologie (ÖGAI), von 2006 bis 2011 leitete sie das Institut für Pathophysiologie und Allergieforschung an der Medizinischen Universität Wien und war von 2008 bis 2011 auch im Senat der Medizinischen Universität Wien. Seit 2014 ist sie stellvertretende Herausgeberin des World Allergy Organization Journal.
Sie ist Gründerin und Geschäftsführerin der Biomedical International R+D GmbH, einem Unternehmen, das Impfstoffe gegen Allergien und Krebs entwickelt.

## Forschung und Publikationen
Ein Hauptfokus der Forschung von Jensen-Jarolim sind pathophysiologische Mechanismen für Allergien und Onkologie wie Mimotop-Impfstoffe und Nahrungsmittelallergien.
Ihr Labor hat seit den späten 1980er Jahren das Hauptallergen in Birkenpollen, Bet v 1 Allergen, untersucht und einen Mechanismus herausgearbeitet, durch den Bet v 1 Allergien verursacht. Sie hat die inverse Korrelation zwischen Allergie und Krebs untersucht. Um die Forschung über die Funktion von IgE bei Krebs zu fördern, behauptet sie, den Begriff Allergoonkologie beim Treffen des Collegium Internationale Allergologicum 2006 geprägt und im folgenden Jahr das erste Internationale AllergoOnkologie-Symposium in Wien veranstaltet zu haben. Jensen-Jarolim hat ein Wörterbuch der Allergologie und Immunologie mitverfasst und ein Lehrbuch über AllergoOnkologie sowie ein Lehrbuch über vergleichende Anatomie und Physiologie herausgegeben.

## Ehrungen
Zu den Auszeichnungen, die sie erhalten hat, gehört die Bronzemedaille bei KIWIE 2010 in Seoul für die Tumorimpfstofftechnologie.